# ジャハンギール・ラタンジ・ダーダーバーイ・タタ

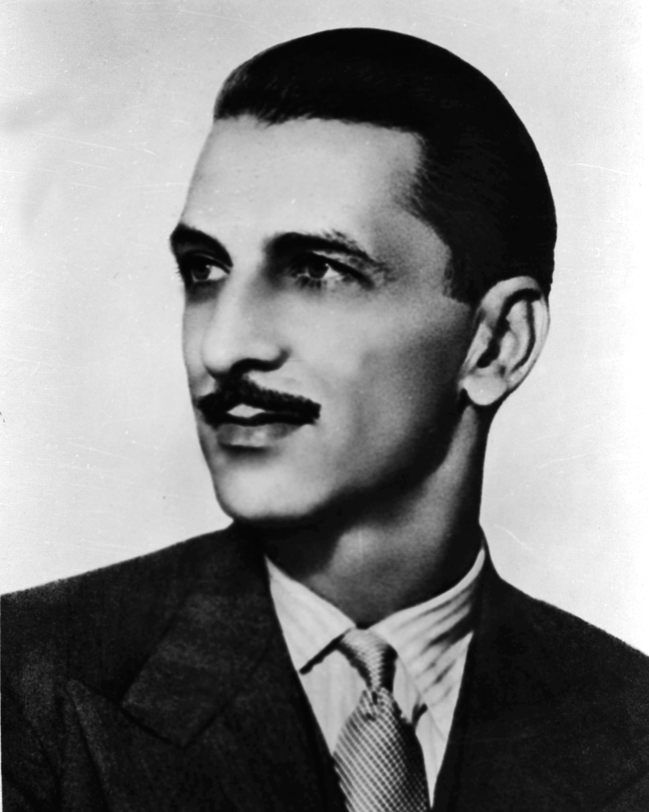
ジャハンギール・ラタンジ・ダーダーバーイ・タタ（1955年）

ジャハンギール・ラタンジ・ダーダーバーイ・タタ（Jehangir Ratanji Dadabhoy Tata、1904年7月29日 - 1993年11月29日）はインドの実業家。インドの財閥のひとつであるタタ・グループの経営者で、エア・インディアの前身タタ航空の設立者。

## 人物
インド人の父親、フランス人の母親のもと、フランス・パリで生まれる。幼年期をフランスで過ごし、ジャイソン・ドゥ・サユイ高校へ進む頃には航空学に興味を示すようになり、飛行機競技者を目指すようになったが、父親の仕事の都合からボンベイへと移住を余儀なくされ、会社経営に関する教育を受ける。
その後、インドで父の従兄であるジャムシェードジ・ナサルワーンジー・タタの経営する会社へ入り、手腕を振るうこととなる。34歳の若さでオーナーとなったジャハンギール・ラタンジ・ダーダーバーイ・タタは会社の多角経営化に乗り出し、化学肥料、洗剤などの製造業、鉄道、トラック事業、ホテル業、保険会社、エネルギー産業、運輸業、養殖などありとあらゆる事業に手を伸ばし、その殆どで成功を収める。1932年には知人のネヴィル・ヴィンセントと共にインドでは初となる航空事業に取組み、タタ航空（後のエア・インディア）を設立した。
1953年以降にはカルカッタの東250kmにジャムシェードプルという人口50万人の工業都市を設立している。
妹のシラは、英本国から準男爵の称号を与えられたインド人実業家プティ準男爵
の第3代ディンショー・マネクジ・プティ卿に嫁いだが、その義妹ラタンバーイー・プティ（マリヤム・ジンナー）はムハンマド・アリー・ジンナーの妻である。